# Lake Douglas
Der Lake Douglas ist ein Gebirgssee im Westland District der Region West Coast auf der Südinsel von Neuseeland.

## Geographie
Der Lake Douglas befindet sich an der südlichen Flanke der Marks Range, zwischen dem Okuru River, rund 2,5 km im Südwesten und dem Haast River sowie dem New Zealand State Highway 6, rund 4,2 km in Nordosten. Der See liegt mit einer Flächenausdehnung von rund 50 Hektar auf einer Höhe von 642 m und erstreckt sich über eine Länge von rund 1,7 km in Ost-West-Richtung. Seine maximale Breite liegt bei 500 m in Nord-Süd-Richtung.
Der See wird hauptsächlich von dem von Osten zulaufenden Staircase Creek und einigen von den Bergen der Marks Range kommenden Gebirgsbächen gespeist. Der Staircase Creek entwässert auch den See an seinem westlichen Ende, hin zum Okuru River.